# Dennis van der Geest
Dennis van der Geest (Haarlem, 27 de junio de 1975) es un deportista neerlandés que compitió en judo. Su hermano Elco también fue un judoka que compitió internacionalmente.
Participó en tres Juegos Olímpicos, entre los años 2000 y 2008, obteniendo una medalla de bronce en Atenas 2004, en la categoría de +100 kg. Ganó cinco medallas en el Campeonato Mundial de Judo entre los años 1997 y 2005, y diez medallas en el Campeonato Europeo de Judo entre los años 1997 y 2005.

## Palmarés internacional
| Juegos Olímpicos   | Juegos Olímpicos         | Juegos Olímpicos  | Juegos Olímpicos |
| Año                | Lugar                    | Medalla           | Categoría        |
| ------------------ | ------------------------ | ----------------- | ---------------- |
| 2004               | Atenas (Grecia)          | Medalla de bronce | +100 kg          |
| Campeonato Mundial |                          |                   |                  |
| Año                | Lugar                    | Medalla           | Categoría        |
| 1997               | París (Francia)          | Medalla de bronce | Abierta          |
| 1999               | Birmingham (Reino Unido) | Medalla de bronce | Abierta          |
| 2001               | Múnich (Alemania)        | Medalla de bronce | Abierta          |
| 2003               | Osaka (Japón)            | Medalla de plata  | +100 kg          |
| 2005               | El Cairo (Egipto)        | Medalla de oro    | Abierta          |
| Campeonato Europeo |                          |                   |                  |
| Año                | Lugar                    | Medalla           | Categoría        |
| 1997               | Ostende (Bélgica)        | Medalla de plata  | +95 kg           |
| 1998               | Oviedo (España)          | Medalla de bronce | Abierta          |
| 1999               | Bratislava (Eslovaquia)  | Medalla de bronce | Abierta          |
| 2000               | Breslavia (Polonia)      | Medalla de oro    | +100 kg          |
| 2001               | París (Francia)          | Medalla de plata  | Abierta          |
| 2002               | Maribor (Eslovenia)      | Medalla de oro    | Abierta          |
| 2002               | Maribor (Eslovenia)      | Medalla de bronce | +100 kg          |
| 2003               | Düsseldorf (Alemania)    | Medalla de plata  | Abierta          |
| 2004               | Bucarest (Rumania)       | Medalla de bronce | +100 kg          |
| 2005               | Róterdam (Países Bajos)  | Medalla de bronce | +100 kg          |